# Mirumar Asadov
Mirumar Asadov (* 1927 in Samarqand; † 2010 in der Viloyat Samarqand) war ein Meister der Restaurierung von Architekturdenkmälern.

## Leben
Im Jahr 1939 wurde in Samarqand eine Schule für traditionelle Handwerke eröffnet, an der Mirumar Asadov auf Drängen seines Großvaters, eines bekannten Meisters namens Abdulavaz-Aksakal, eingeschrieben wurde. Die Unterrichtskurse fanden in der Sher-Dor-Madrasa statt, einem bedeutenden Denkmal der orientalischen Architektur. Heutzutage beteiligt sich Mirumar Asadovs Sohn, Sodik Asadov, an der Restaurierung dieser berühmten Madrasa. An der Schule für traditionelle Handwerke erhielt Asadov seine Ausbildung bei einem der bekanntesten und angesehensten Restauratoren jener Zeit, dem Meister Shirin Muradov aus Buxoro.
Im Jahr 1941 absolvierte Mirumar Asadov die Samarqand-Schule für Denkmalpflege.
Im Jahr 1964 schloss er sein Studium an der Tadschikische Nationaluniversität ab.

## Karriere
Im Jahr 1947 war er am Bau und der Gestaltung des Ali-Scher-Nawi-Opern- und Balletttheaters sowie des Mukimi-Theaters in Taschkent im nationalen Stil beteiligt. Die Ganch-Schnitzerei(Ganch-Bindemittel, künstliche oder (selten) natürliche Gipsmischung) und Mosaike, die diese architektonischen Denkmäler schmücken, sind das Ergebnis der kreativen Arbeit von Restauratoren aus Samarqand.
Von 1950 bis 1955 war er an der Restaurierung der Ulugʻbek-Madrasa in Samarqand, des Gur-Emir-Mausoleum, der Bibi-Chanum-Moschee, der Tilla-Kori-Madrasa sowie der Mir-Arab-Madrasa in Buxoro, der Yunus-Khan-Madrasa in Taschkent und des Kaldyrgochbi-Mausoleums beteiligt.
In den 1960er Jahren befand sich Mirumar Asadov in Duschanbe und arbeitete an der Wiederherstellung und Restaurierung der angesehensten Kulturdenkmäler und -objekte Tadschikistans. Mirumar Asadov war an der Restaurierung des Sadriddin-Ainij-Mausoleums und des Rudaki-Mausoleums in Pandschakent beteiligt. Vor Asadov wurden diese Arbeiten hauptsächlich von Meistern aus Leningrad durchgeführt. Europäische Meister, auch wenn sie hochqualifizierte Fachleute waren, waren nicht in der Lage, den Charakter und den Geist der östlichen dekorativen Verzierung zu vermitteln.
Nach seiner ersten Arbeit während der Unabhängigkeitsjahre war Mirumar Asadov praktisch an allen bedeutenden architektonischen Denkmälern beteiligt, die unter der Schirmherrschaft der Regierung restauriert wurden. Das Ergebnis seiner langjährigen Arbeit als Meister in den Bereichen Ganch, Mosaik und Steinschnitzerei ist im Imam-al-Buchārī-Mausoleum, im Architekturkomplex Registan, in der Bibi-Chanum-Moschee, im Gur-Emir-Mausoleum, im Shohizinda-Memorialkomplex und in der Chidr-Moschee zu sehen.
Für seinen Beitrag zur Wiederbelebung der Denkmäler der spirituellen Kultur wurde Mirumar Asadov im Jahr 1996 vom Präsidenten der Republik Usbekistan, Islom Karimov, mit der Medaille „Oltin Yulduz“ und dem Titel „Usbekiston Kahramoni“ (Held von Usbekistan) ausgezeichnet.

## Auszeichnungen
- Medaille für hervorragende Arbeit (24. April 1957)[7]
- Preisträger des nach A. Hamza benannten Staatspreises Usbekistans im Jahr 1974.[8]
- 1996 gewann er die Medaille „Held Usbekistans“.[9]